# Schaale
Schaale är en 40 km lång å i nordtyska förbundslandet Mecklenburg-Vorpommern. Ån avvattnar sjön Schaalsee och har en medelvattenföring av 3,4 m³/s.

## Läge och sträckning
Ån Schaale är det naturliga utflödet av sjön Schaalsee. Utloopet är belägen nära staden Zarrentin vid sjöns södra kust. Därifrån rinner ån huvudsakligen i sydvästlig riktning och upptar bifloden Schilde söder om orten Bennin. Vid kommunen Neu Gülze mynnar ån Schaale ut i Sude.

## Timmerflottning
Under 1500-talet utfördes en omfattande utbyggnad av vattenvägen för timmerflottning från skogarna som fanns vid flodens källa. En drivande kraft i förehavandet var staden Lüneburg som ville kringgå tullar på andra vattenvägar. Vattenvägens expansion färdigställdes i september 1564. Timmerstockarna flottades över Schaale, Sude, Elbe och Ilmenau till staden. Ett samtidig påtänkt kanalbygge åt nordöst till Wismar inklusive transport av salt på sträckan utfördes aldrig (förutom för den lokala marknaden). I utbyggnaden ingick anläggning av hövder som förhindrade att timmerflottarna hamnade på strandlinjen eller i mynnande mindre vattendrag. Timmerflottarna styrdes av två lag, ett per sida, som vanligen fick gå i det grunda vattnet. Därför utfördes flottningen inte under vintern. Under torra år körde två fartyg, som nästan var lika breda som vattenvägen, före timmerflotten. Fartygen fungerade så som en tillfällig dammbyggnad och den större vattenmängden bakom fartygen lyfte timmerflotten. Verksamheten pågick i cirka 240 år.